# 琳達·奇科
琳達·奇科（Lynda Kiejko，1980年9月13日—），生於加拿大安大略省北鄧達斯，是一名加拿大射擊運動員，主攻手槍項目，曾獲得2015年泛美運動會女子10公尺空氣手槍及25公尺手槍冠軍。

## 外部連結
- ISSF （页面存档备份，存于）